# Pitcairnia bromeliifolia
Pitcairnia bromeliifolia là một loài thực vật có hoa trong họ Bromeliaceae. Loài này được L'Hér. miêu tả khoa học đầu tiên năm 1789.